# Weilburg
Weilburg è un comune tedesco di 13 334 abitanti, situato nel land dell'Assia.

## Organizzazione urbana

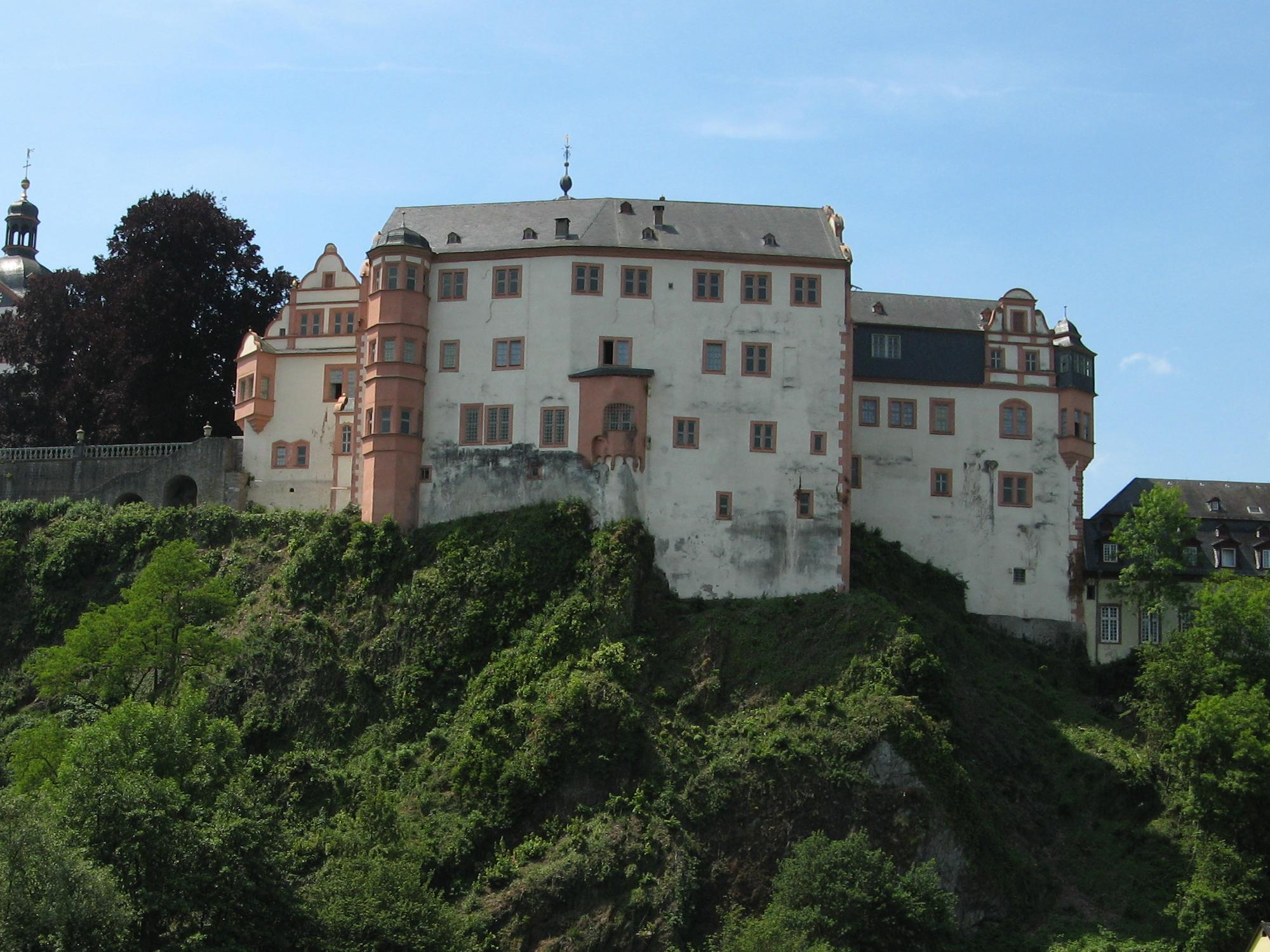
Castello di Weilburg

### Frazioni
Il territorio comunale di Weilburg è suddiviso in undici distretti.
| - Ahausen - Bermbach - Drommershausen - Gaudernbach - Hasselbach - Hirschhausen - Kirschhofen - Kubach - Odersbach - Waldhausen - Weilburg (centro della città) |

## Amministrazione

### Gemellaggi
- Quattro Castella, dal 2010
- Kizilcahamam, dal 2006
- Colmar-Berg, dal 2004
- Kežmarok, dal 1990
- Zevenaar, dal 1966
- Privas, dal 1958